# Alojza Rafaela Żółkowska
Alojza Rafaela Żółkowska (ur. 19 października 1850 w Warszawie, zm. 16 lipca 1921 tamże) – polska aktorka teatralna.

## Życiorys
Była córką Alojzego Żółkowskiego oraz Tekli ze Skalskich. W marcu 1869 roku debiutowała na scenie Warszawskich Teatrów Rządowych, a z początkiem 1870 roku została zaangażowana do zespołu dramatu. W dniu 12 października 1871 roku wyszła za mąż za lekarza Adolfa Ostrowskiego i wycofała się ze sceny. Z małżeństwa urodził się m.in. syn Adam Ostrowski (ur. 1872 lub 1873). Do aktorstwa powróciła w listopadzie 1891 roku w zespole WTR. W 1901 roku zwolniono ją z zespołu, natomiast w następnym roku – przywrócono. Po likwidacji Warszawskich Teatrów Rządowych przez Rosjan w 1915 roku, przeszła do zespołu warszawskich Teatrów Miejskich, gdzie występowała do końca życia pod nazwiskiem panieńskim. Popełniła samobójstwo na wieść o śmierci syna Adama.